# Giambattista Magistrini

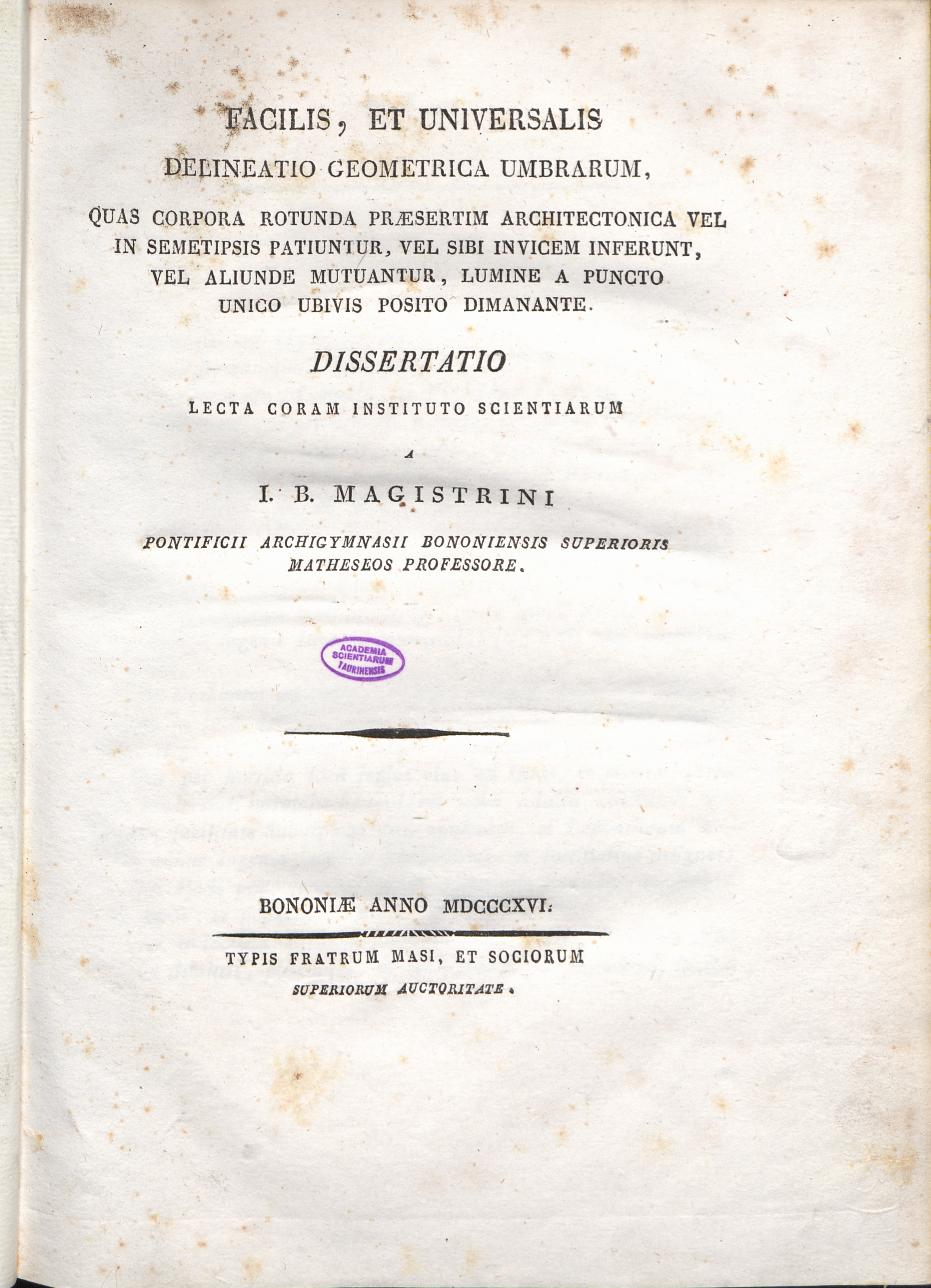
Facilis, et universalis delineatio geometrica umbrarum, 1816

Giambattista Magistrini, o Giovanni Battista Magistrini (Maggiora, 24 giugno 1777 – Bologna, 1º novembre 1849), è stato un matematico italiano.

## Biografia
Dal 1804 fu professore di calcolo presso l'Università di Bologna.
Dal 1811 fu socio dell'Accademia nazionale delle scienze e nel 1839 fu nominato socio non residente dell'Accademia delle Scienze di Torino per la classe di scienze fisiche e matematiche.
Nel 1819 pubblicò uno scritto in lode di Joseph-Louis Lagrange.

## Opere
- Descrizione di un teodolite scenografico, Verona, Luigi Mainardi, 1812.
- (LA) Facilis, et universalis delineatio geometrica umbrarum, Bologna, Fratelli Masi & C., 1816.
- Osservazioni varie sopra alcuni punti principali di matematica superiore, Verona, Luigi Mainardi, 1816.
- Discorso in lode di Luigi La-Grange, Bologna, Annesio Nobili, 1819.